# FC Sportist Svoge
El FC Sportist Svoge (en búlgaro: ФК Спортист Своге) es un equipo de fútbol de Bulgaria que juega en la V AFG, tercera división de fútbol en el país.

## Historia
Fue fundado en el año 1924 en la ciudad de Svoge y han tenido varios cambios de nombre:
- 1924-49 : Sportist Svoge
- 1949-52 : DSNM Svoge
- 1952-54 : Minyor Sport
- 1954-57 : Svoge
- 1957-hoy : Sportist Svoge

El club participó en las divisiones aficionadas hasta el año 2007 cuando consigue el ascenso a la B PFG por primera vez. En la temporada 2008/09 logra el ascenso a la A PFG por primera vez en su historia luego de vencer en el playoff al PFC Naftex Burgas en tiempo extra.
En su primera temporada en la primera división fue también de despedida luego de que terminó en el lugar 15 entre 16 equipos, regresando a la segunda división.

## Palmarés
- V AFG: 1

2006/07